# Bimia bicolor
Bimia bicolor é uma espécie de coleóptero da tribo Bimiini (Cerambycinae), com distribuição restrita à Austrália.

## Sistemática
- Ordem Coleoptera
  - Subordem Polyphaga
    - Infraordem Cucujiformia
      - Superfamília Chrysomeloidea
        - Família Cerambycidae
          - Subfamília Cerambycinae
            - Tribo Bimiini
              - Gênero Bimia
                - B. bicolor (White, 1850)